# 2008 BT18
450894 2008 BT18 eller 2008 BT18 är en jordnära dubbelasteroid som korsar Jordens omloppsbana. Den upptäcktes den 31 januari 2008 av LINEAR projektet.
Den tillhör asteroidgruppen Apollo.

## Dubbelasteroid
I juli 2008 studerade man asteroiden med hjälp av Arecibo-observatoriet och enligt de uppgifter som då framkom är objektet troligen en dubbelasteroid. Den större av de båda har en diameter på ungefär 600 meter, den mindre av de båda asteroiderna är ungefär 1/3 så stor som sin följeslagare.